# میراگوان
میراگوان (به لاتین: Miragoâne) یک شهر در هائیتی است که در شهرستان نیپ واقع شده‌است.

## خصوصیات
میراگوان ۱۸۵٫۸۷ کیلومترمربع مساحت و ۵۶٬۸۶۴ نفر جمعیت دارد.